# Memoriale sovietico (Treptower Park)

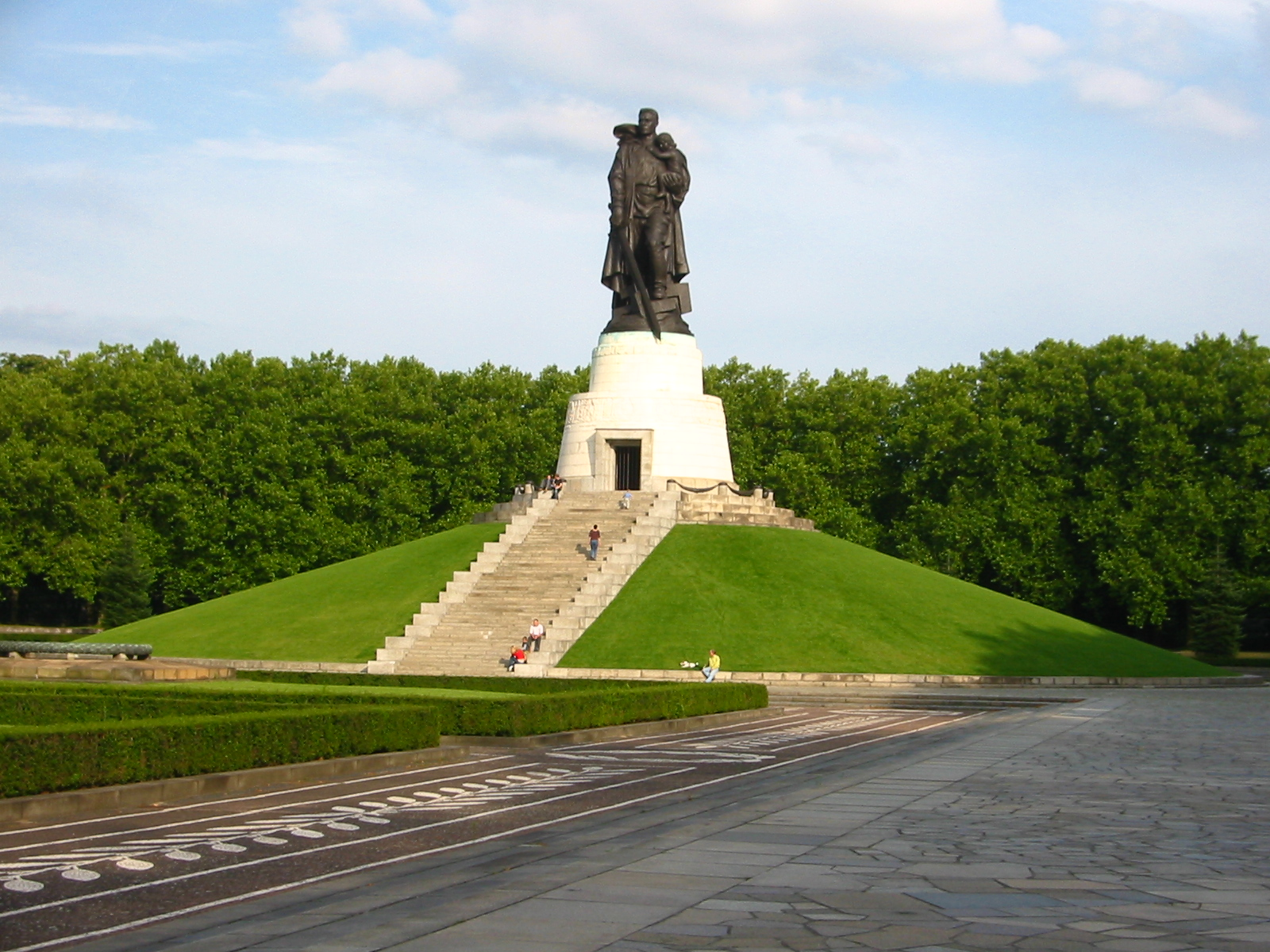
Il memoriale al Treptower Park

Il Sowjetisches Ehrenmal - Treptower Park (Memoriale per i soldati sovietici al Treptower Park) è un memoriale dedicato all'Armata Rossa che si trova a Berlino all'interno del Treptower Park, nel quartiere di Alt-Treptow nella zona est della città. Il memoriale è posto sotto tutela monumentale (Denkmalschutz)
La statua principale, posta sopra al mausoleo, è chiamata Guerriero liberatore, e fa parte di un trittico insieme al memoriale sovietico "Retrovie - Fronte" e la statua La Madre Patria chiama!.

## Descrizione

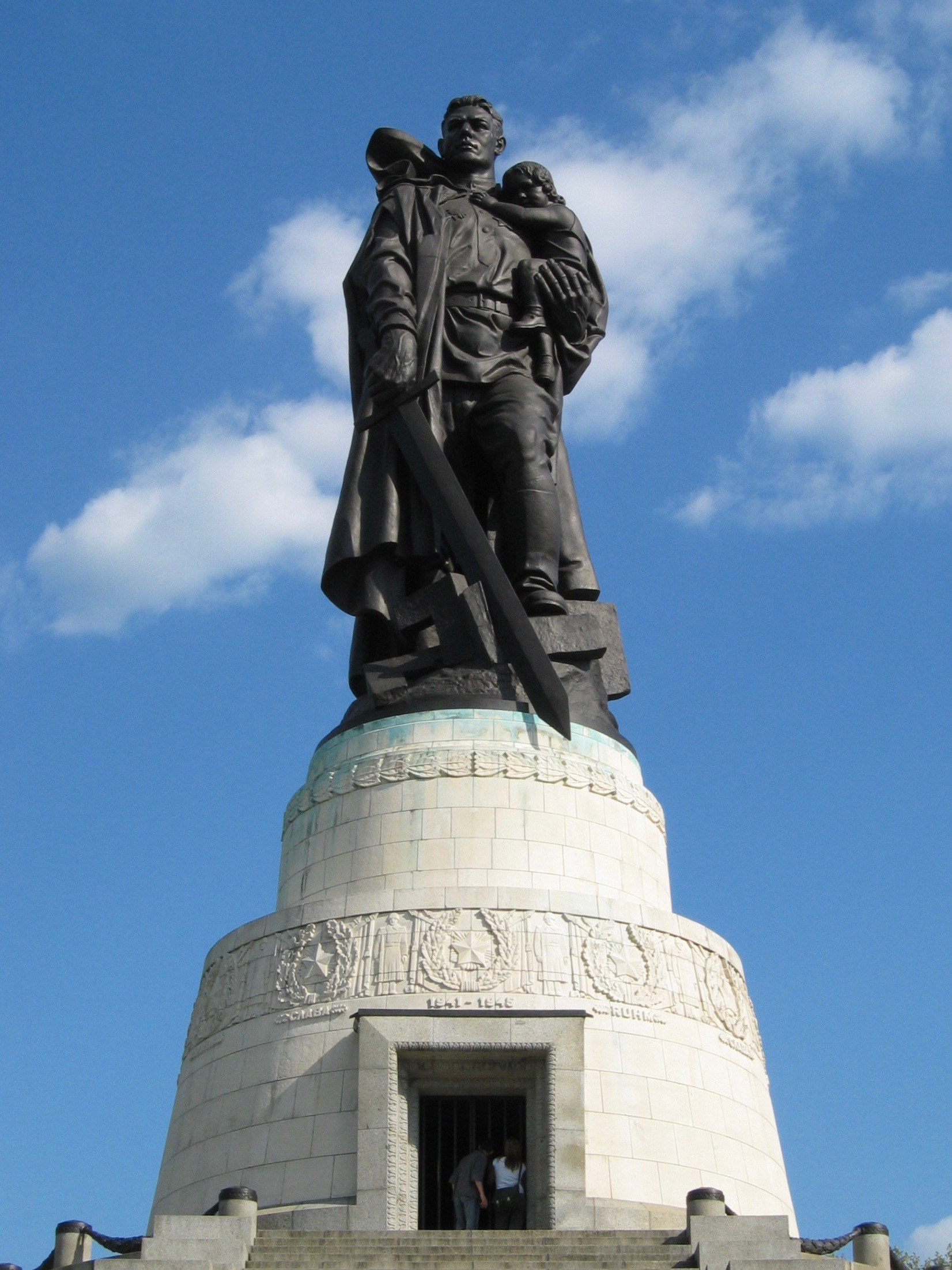
Primo piano della statua del Guerriero liberatore

Il memoriale è stato costruito fra il 1946 e il 1949, attingendo anche al materiale di risulta della distrutta Nuova Cancelleria del Reich, su progetto dell'architetto sovietico Jakov Belopol'skij. Ospita le tombe di circa 5.000 soldati sovietici caduti nella battaglia di Berlino nei mesi di aprile e maggio del 1945. Il monumento è uno dei tre Memoriali Sovietici costruiti a Berlino dopo la conclusione della seconda guerra mondiale. Gli altri due si trovano nel parco del Tiergarten e nel parco di Schönholzer Heide sito nel quartiere di Pankow.
All'ingresso del memoriale è collocata la statua in granito di una donna affranta, che rappresenta la Madre Patria, circondata da statue di soldati. Proseguendo verso il centro verso il mausoleo, vi sono 16 are di pietra, una per ognuna delle repubbliche sovietiche, sulle quali vi sono dei bassorilievi raffiguranti scene militari e delle citazioni di Stalin, da un lato in russo e dall'altro lato in tedesco. Al lato opposto del mausoleo vi è un portale, formato da due bandiere sovietiche stilizzate, ai cui piedi vi sono le statue di due soldati inginocchiati.

## Guerriero liberatore
Il mausoleo è sormontato dall'enorme statua di un soldato che salva una bambina e poggia la propria spada su una svastica distrutta. La statua è opera dello scultore sovietico Evgenij Vučetič, il prototipo per il soldato era l'Eroe dell'Unione Sovietica Nikolai Ivanovič Masalov (in cirillico: Николай Иванович Масалов), il quale, durante gli ultimi combattimenti nel centro di Berlino, rischiò la vita sotto un pesante fuoco di mitragliatrici naziste per salvare una bambina tedesca di tre anni, la cui madre era apparentemente scomparsa.
Tale scultura fa parte di un trittico. Nella prima scultura, il Memoriale sovietico "Retrovie - Fronte" di Magnitogorsk, la spada viene forgiata, essa viene poi sollevata in aria dalla statua colossale "La Madre Patria chiama!" costruita nell'allora Stalingrado e infine sferrata contro la svastica a terra dopo la vittoria a Berlino, dal Guerriero liberatore. Il trittico simboleggia le tre componenti sociali del sovietismo: l'operaio, il popolo e il soldato, uniti durante la grande guerra patriottica. Il basamento della statua contiene una piccola sala, decorata con mosaici, in cui solitamente vengono deposte corone di fiori.
Nel 2003 la statua è stata rimossa e trasportata fino all'isola tedesca di Rügen, dove è stata accuratamente restaurata; il 4 maggio del 2004 è tornata al suo posto all'interno del memoriale.

## Galleria d'immagini

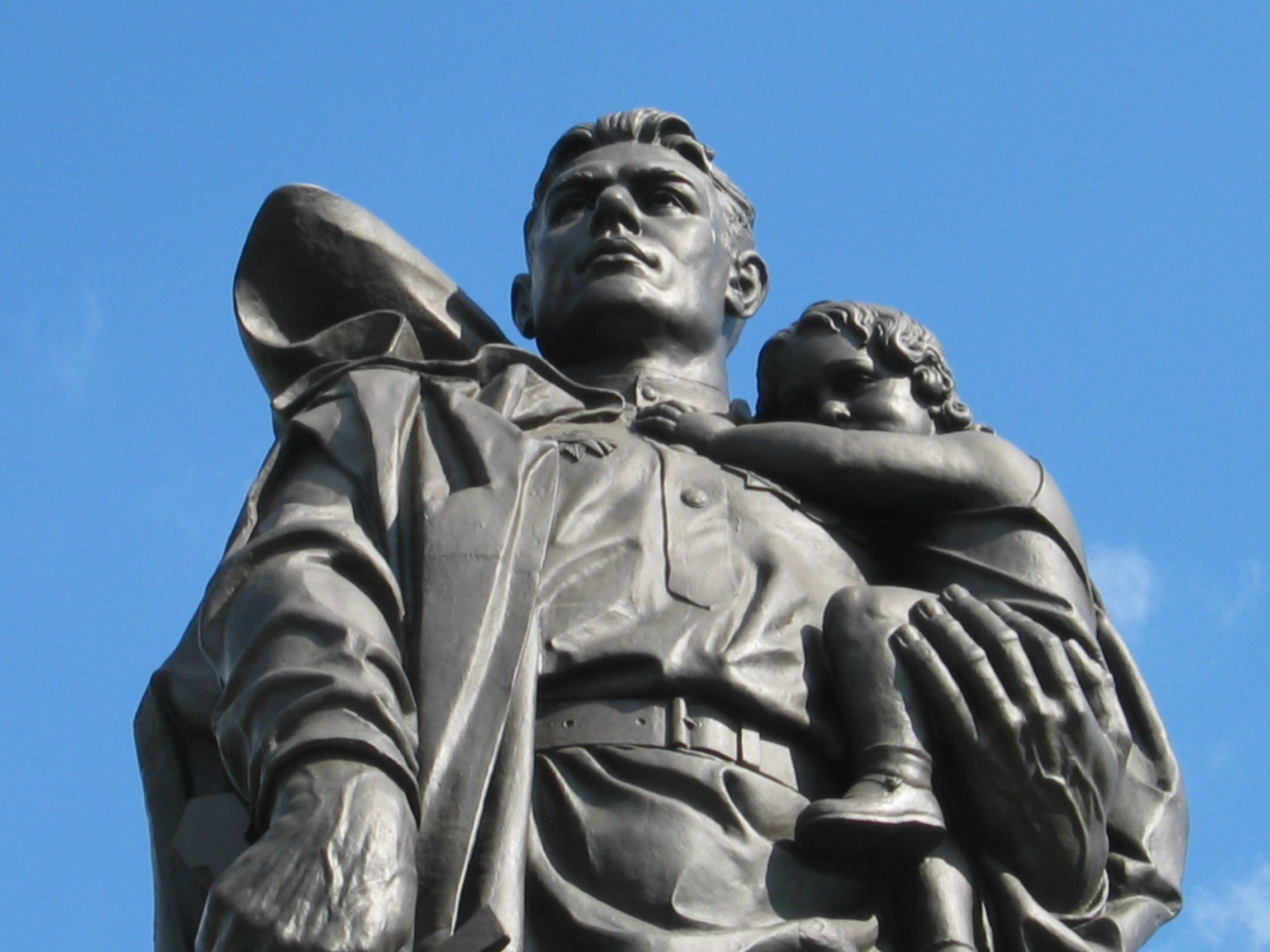
Primo piano del busto del Guerriero liberatore
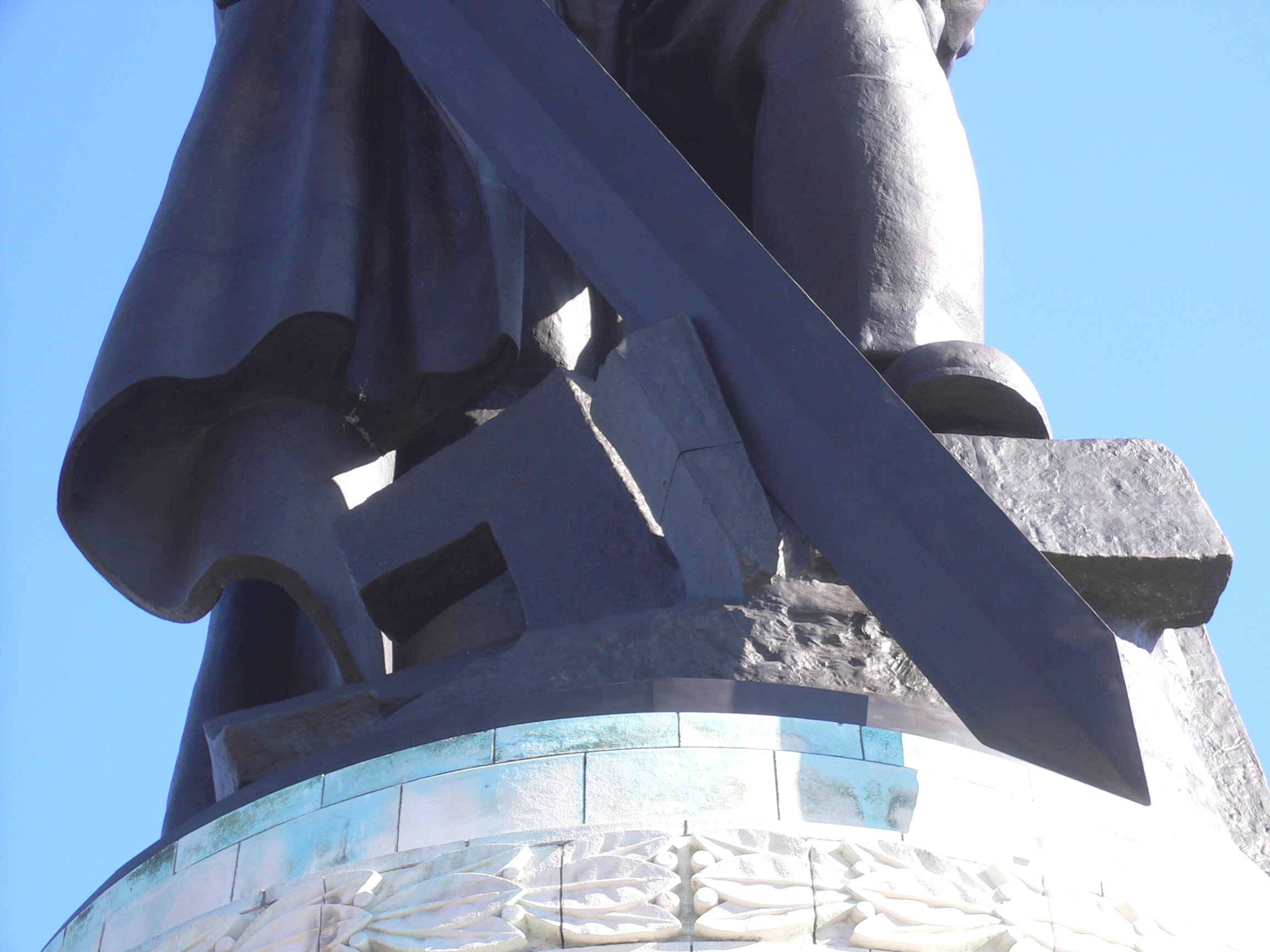
La spada del Guerriero liberatore rompe la svastica
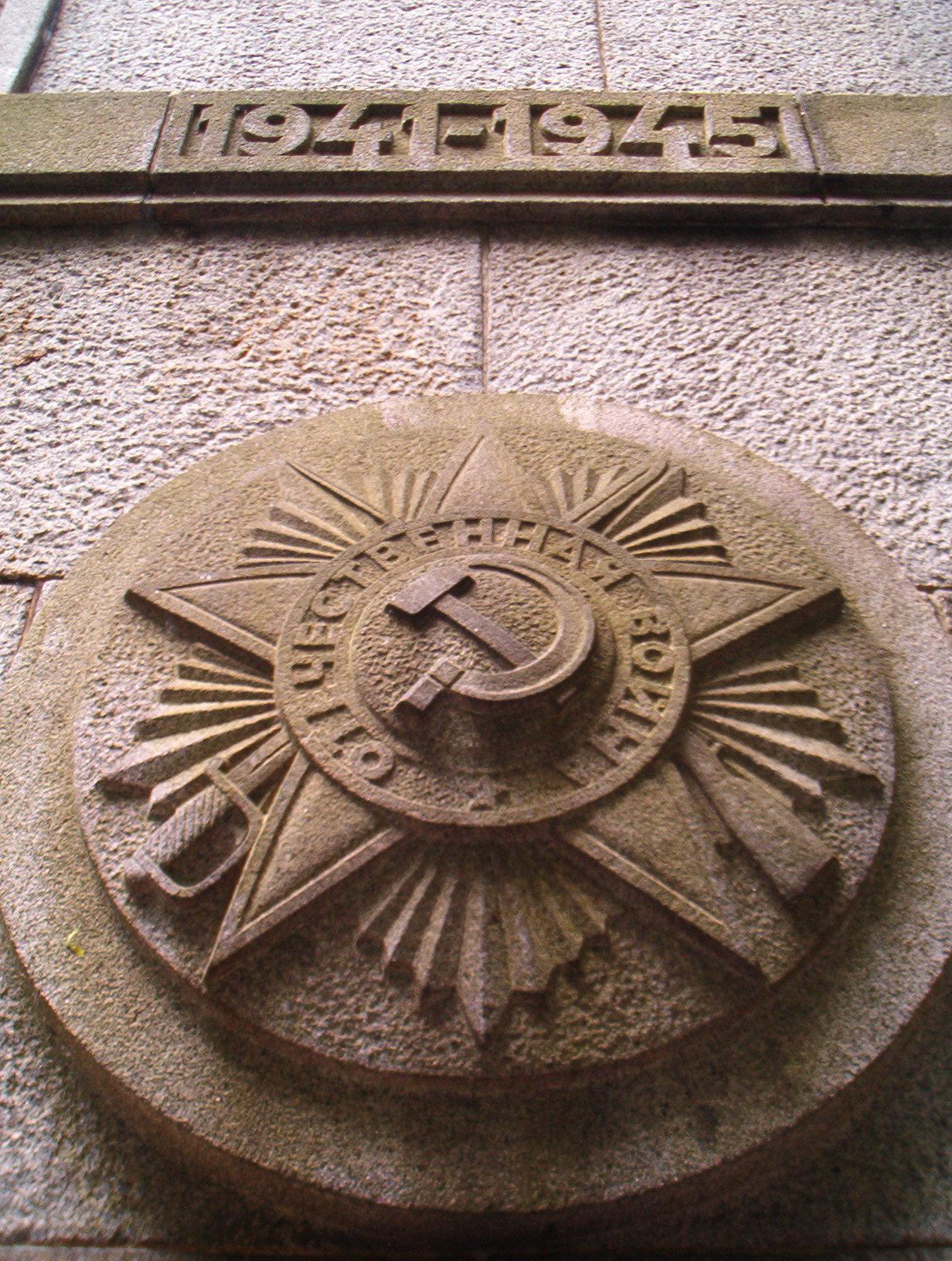
Stemma con la scritta "Guerra patriottica"
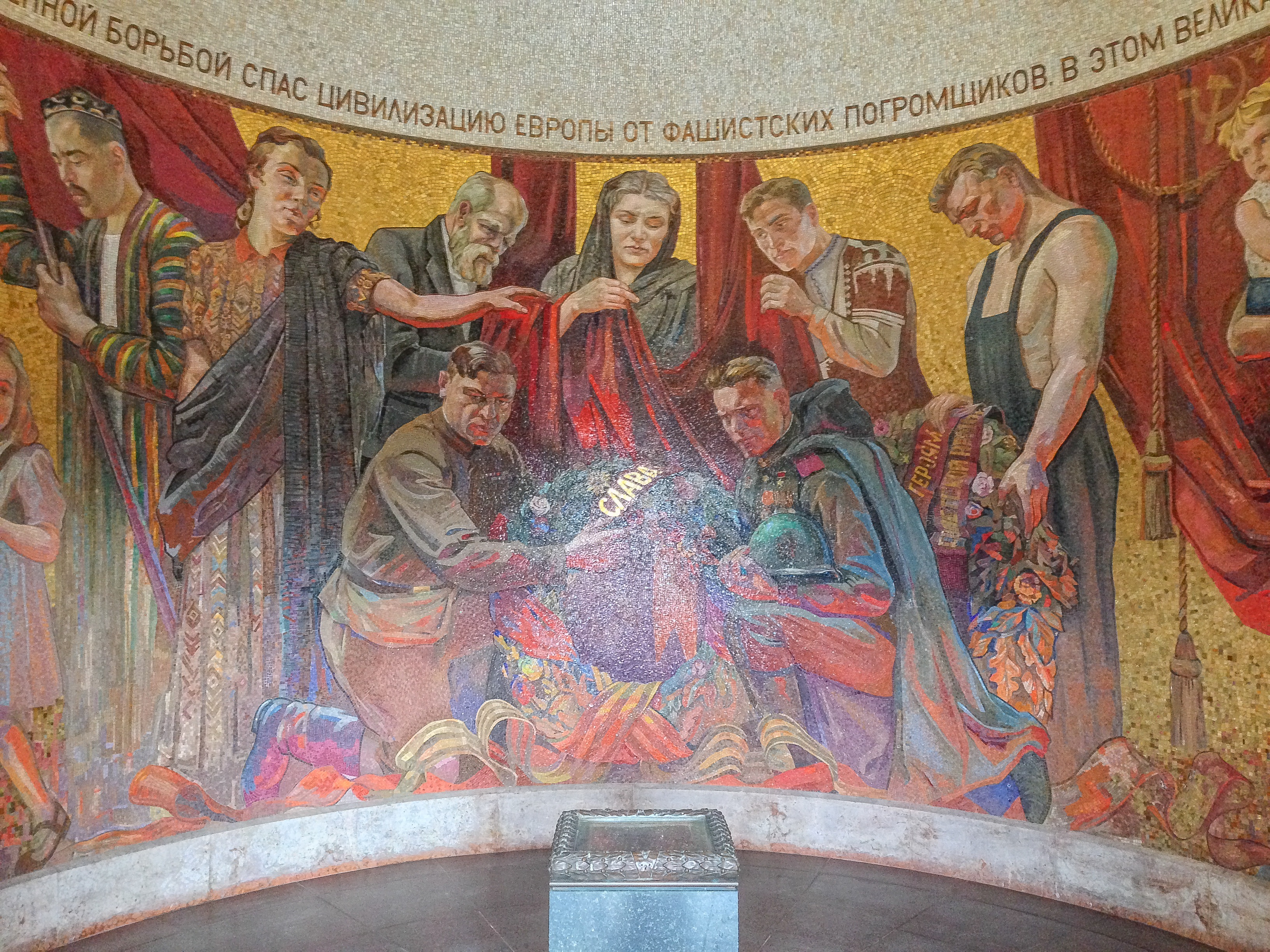
Mosaico nel padiglione della statua del Guerriero liberatore
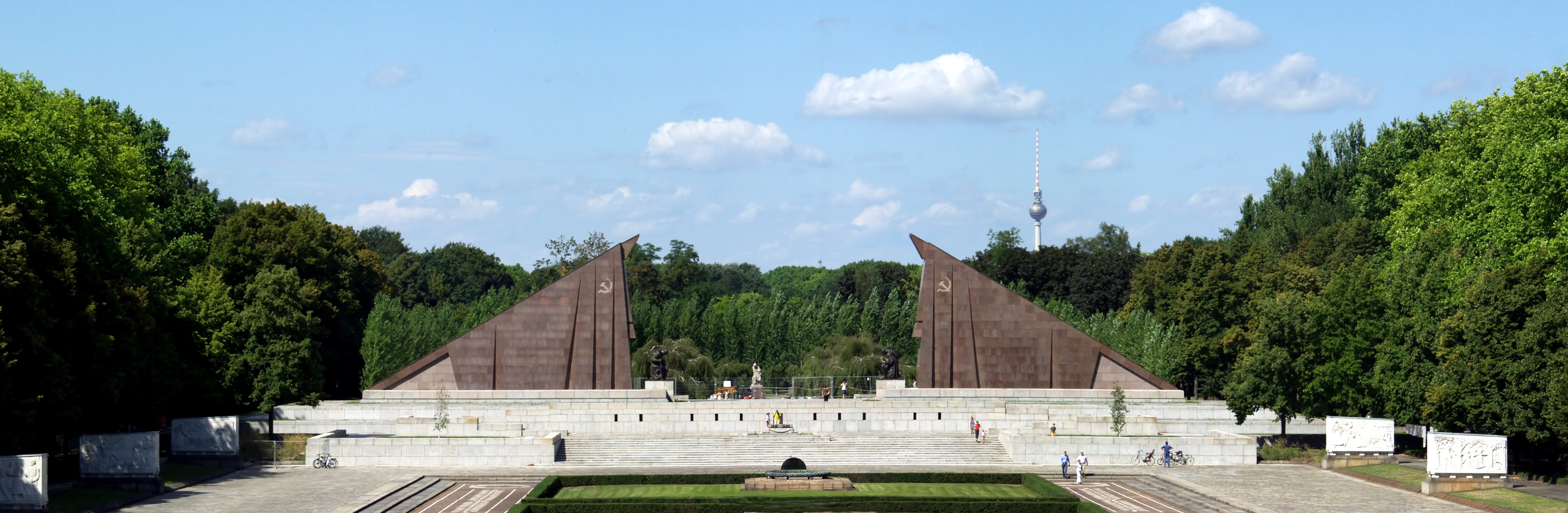
Il portale centrale
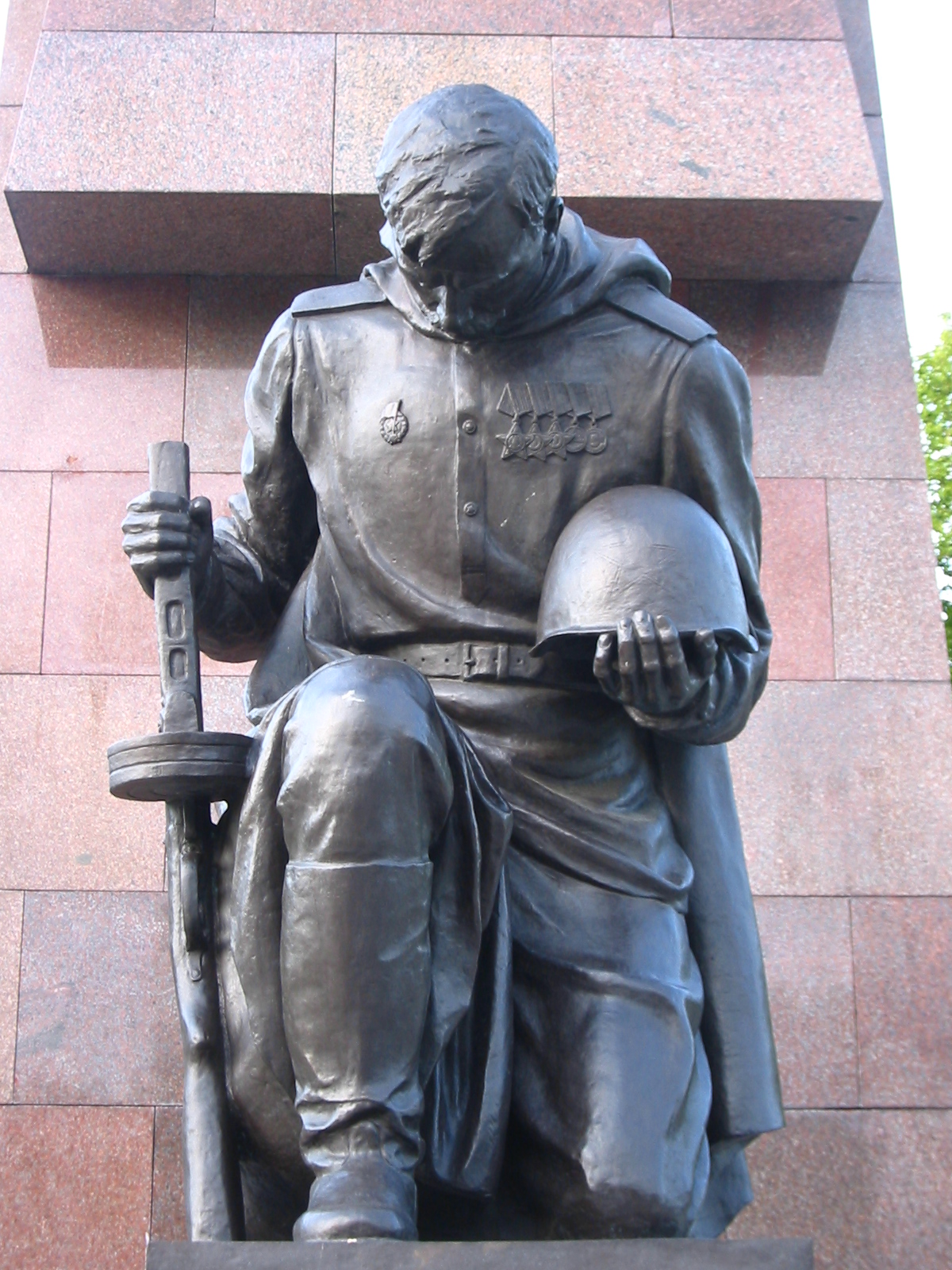
Uno dei soldati inginocchiati
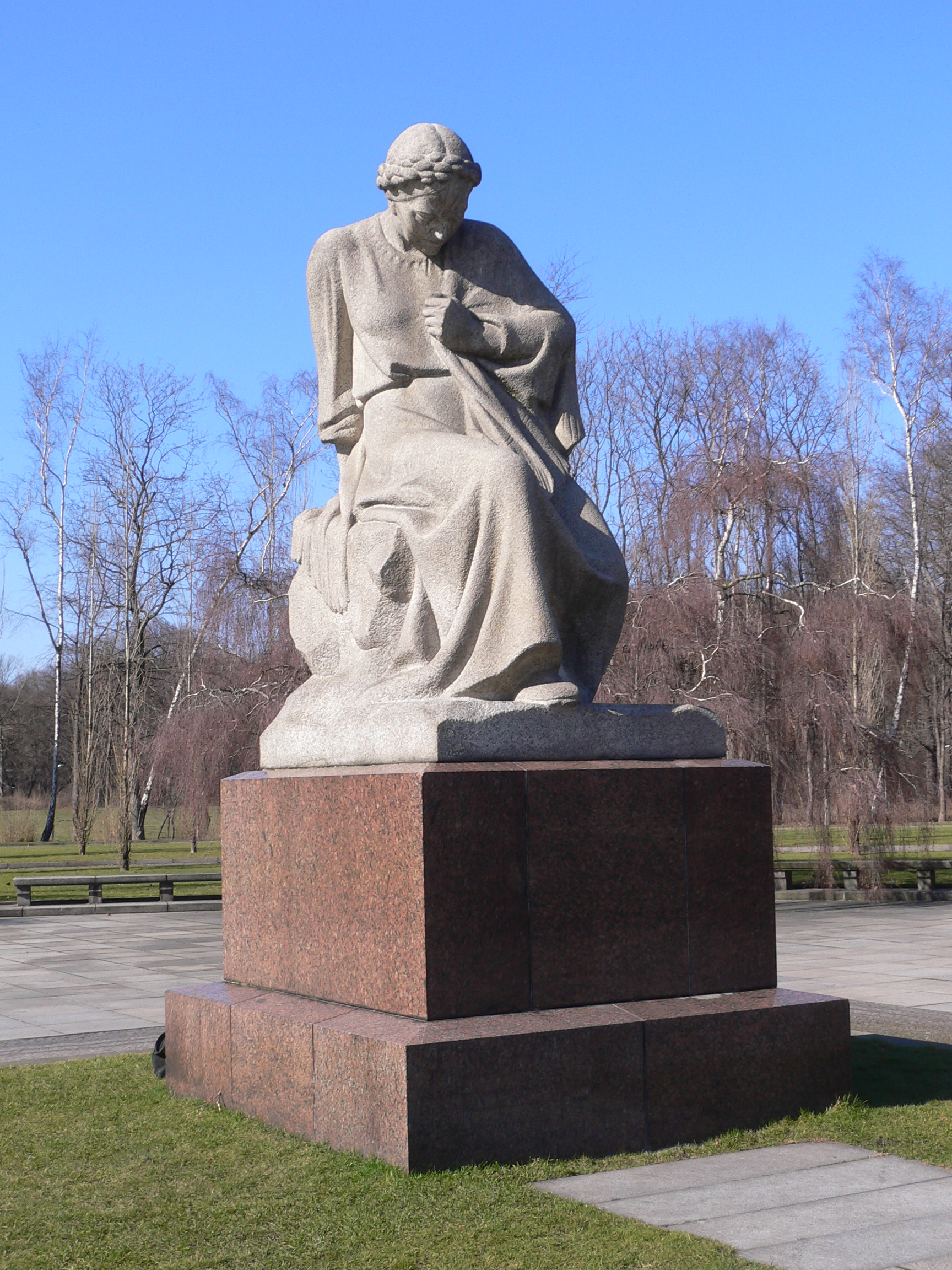
La statua della Madre Patria
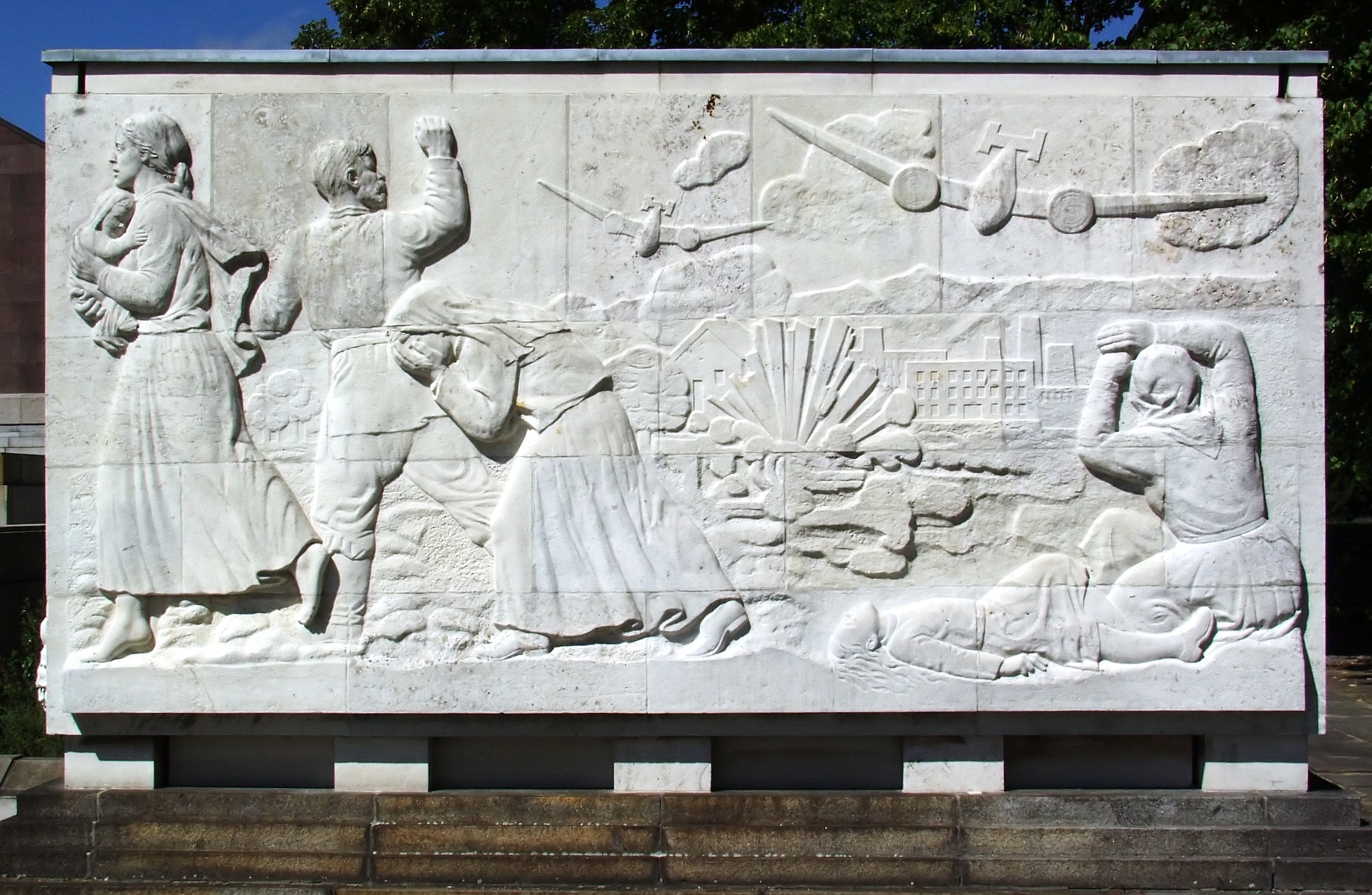
Sarcofago "Angriff der Deutschen"
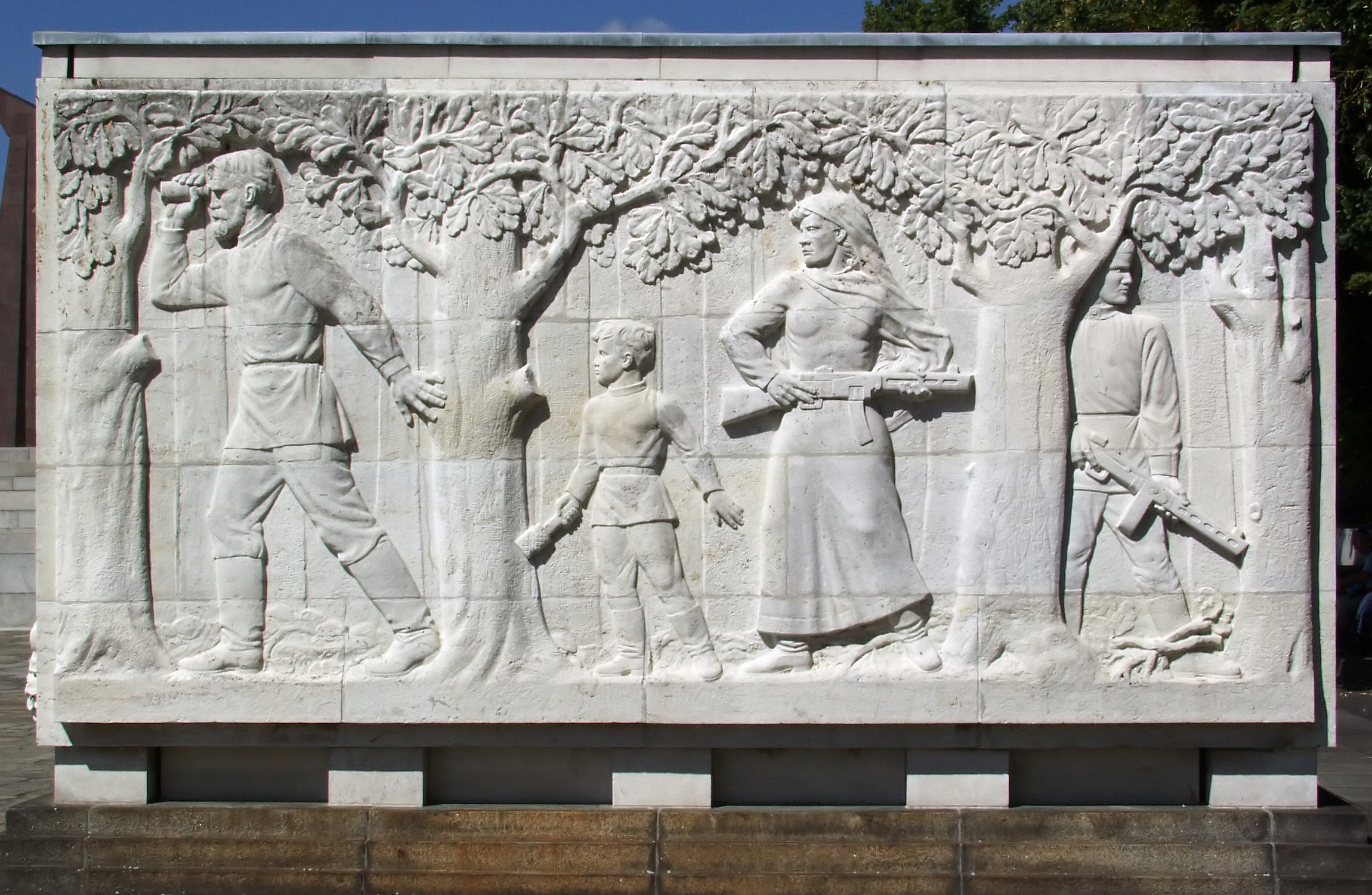
Sarcofago "Zerstörung und Leiden in der Sowjetunion"
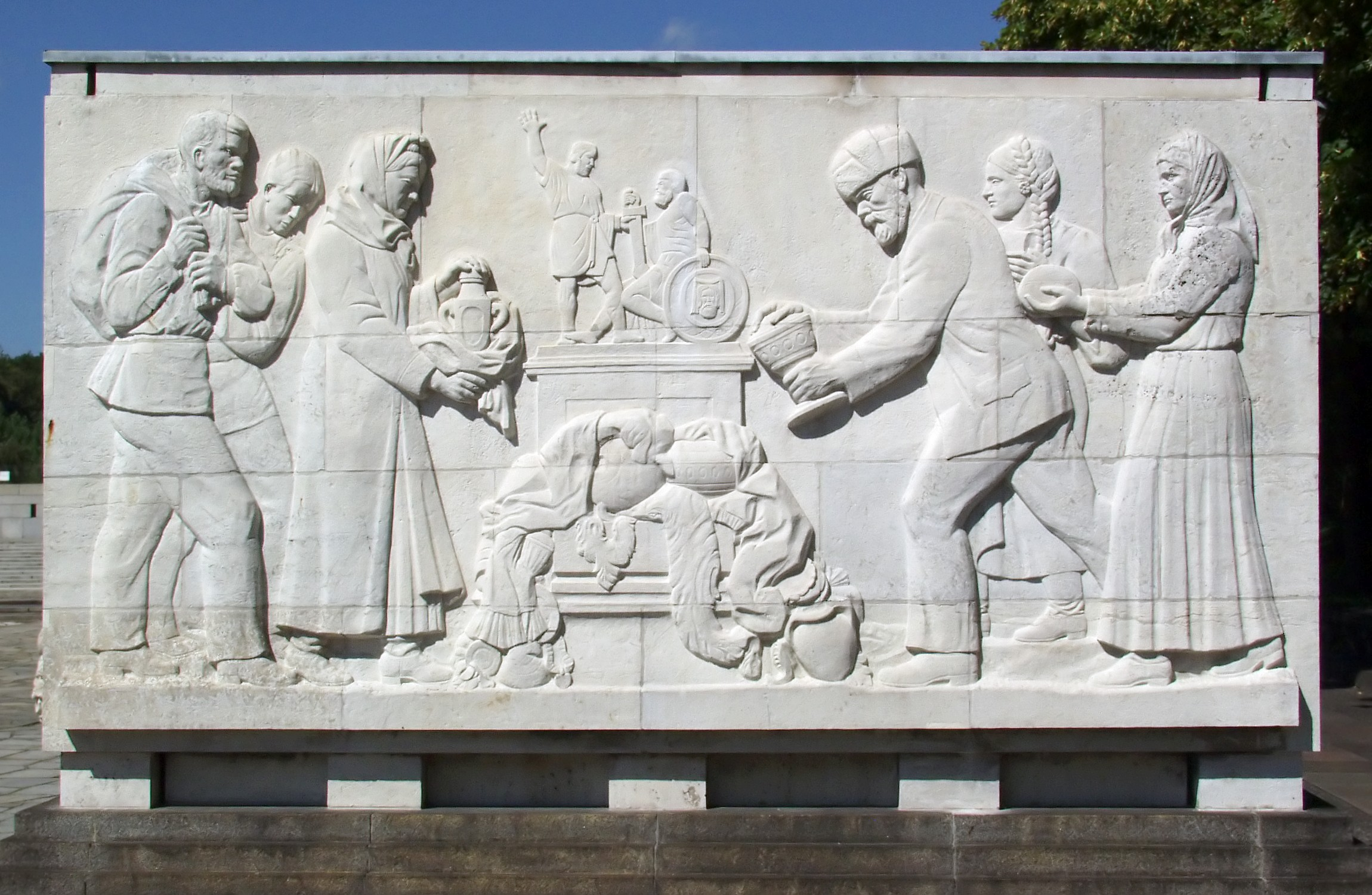
Sarcofago "Opfer und Verzicht des sowjetischen Volkes und Unterstützung der Armee"
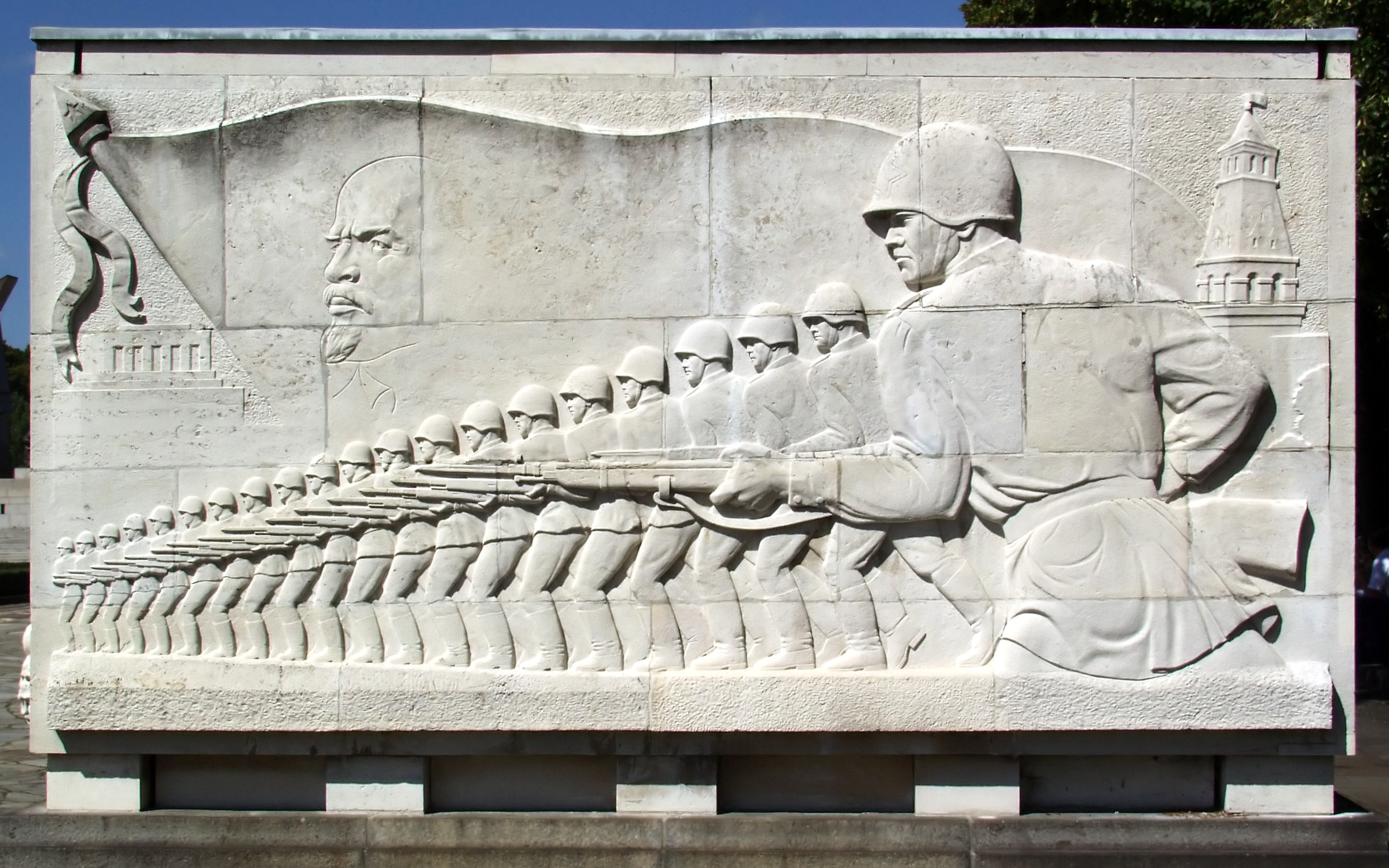
Sarcofago "Heldenhafte Armee"
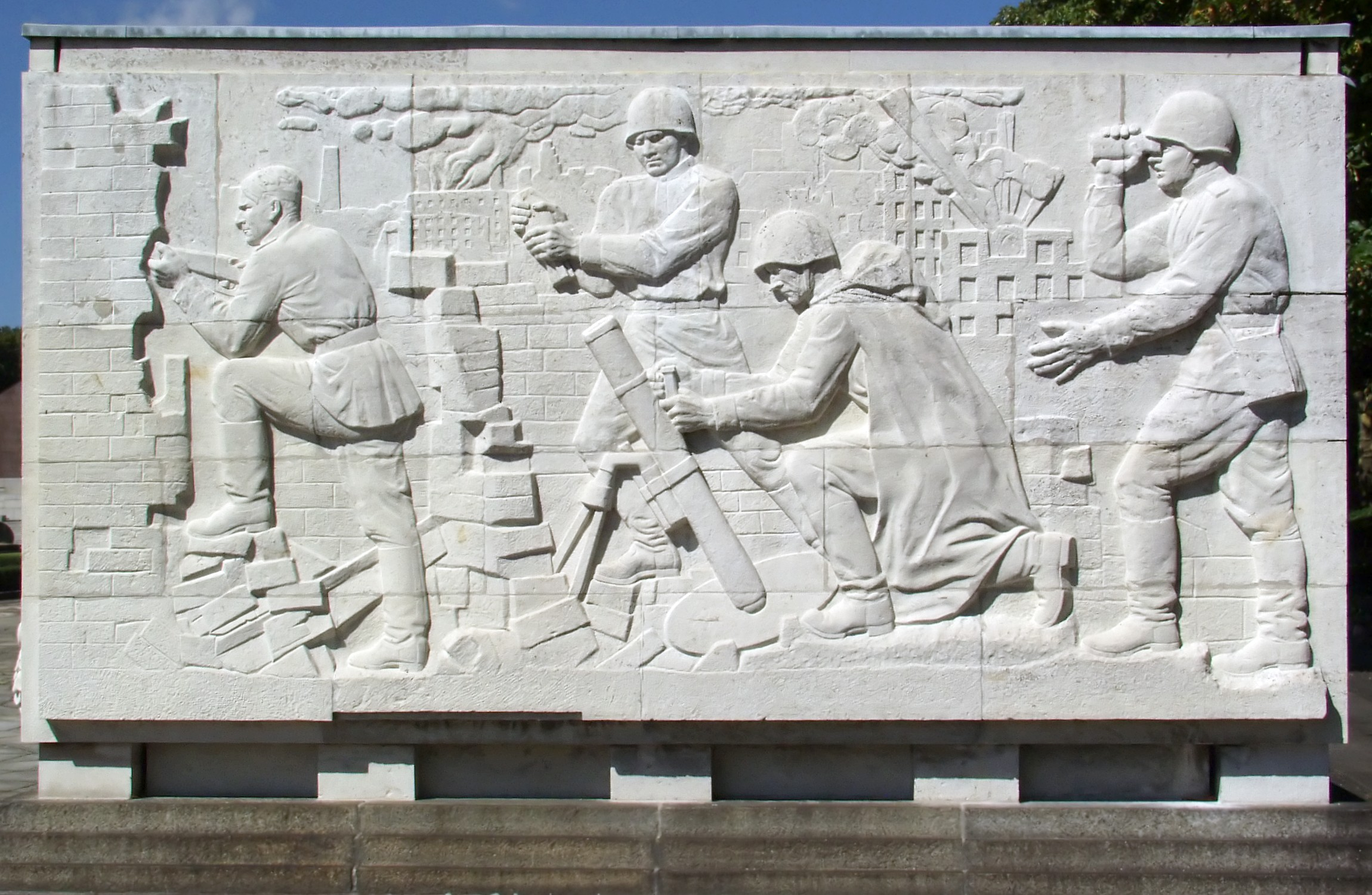
Sarcofago "Heldenhafter Kampf der Armee"
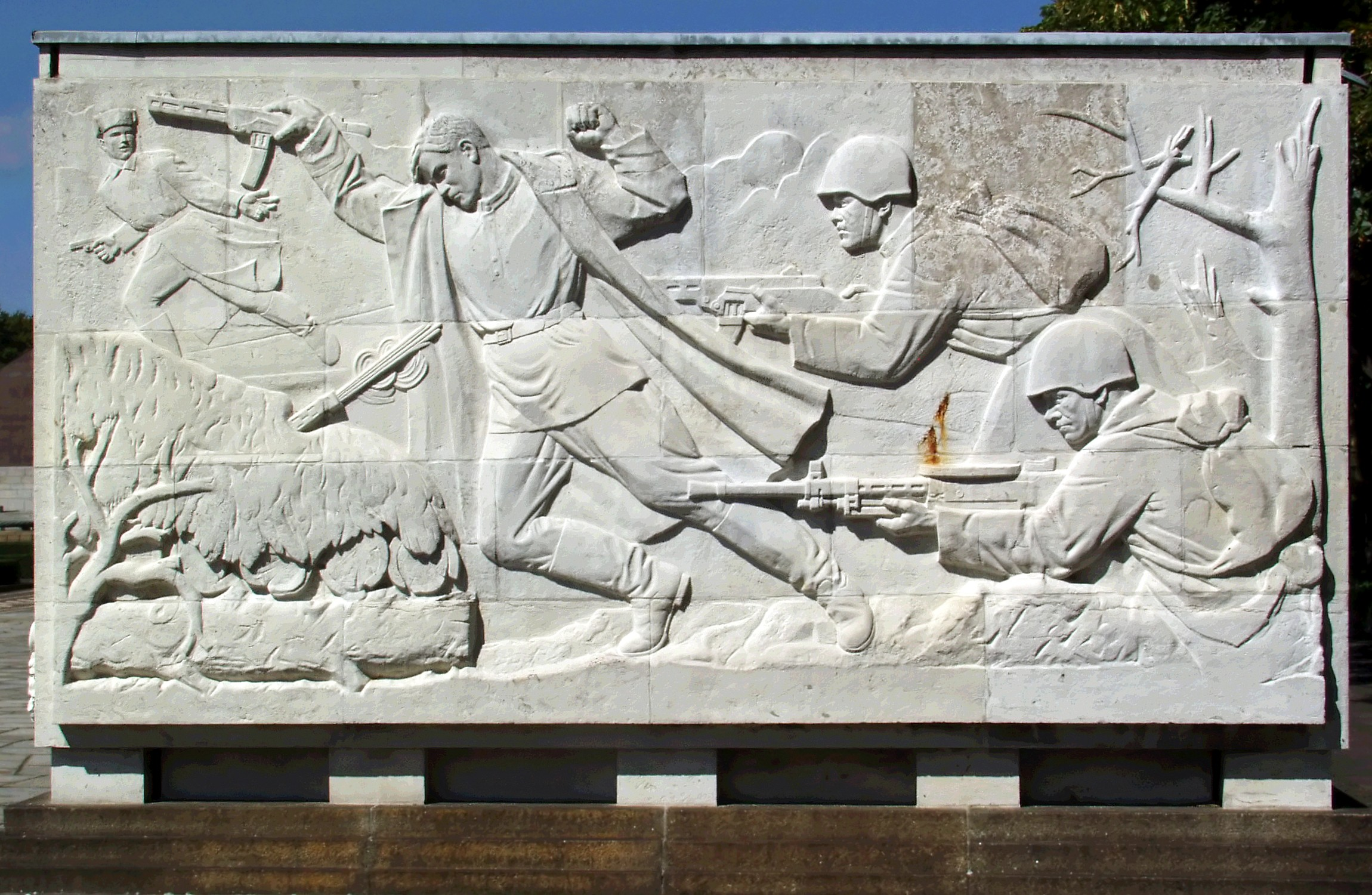
Sarcofago "Opfer und Leid der Armee"
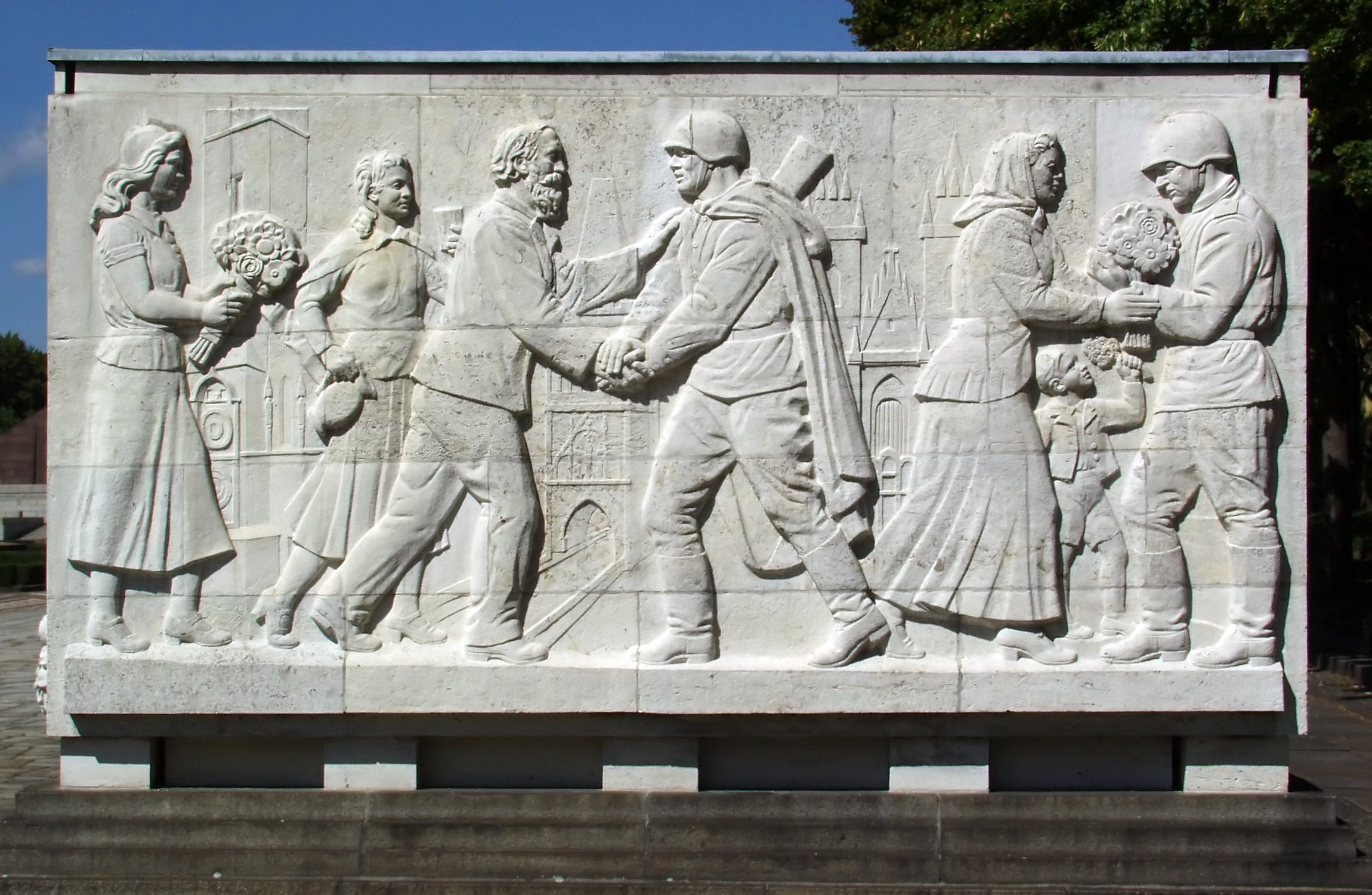
Sarcofago "Sieg"
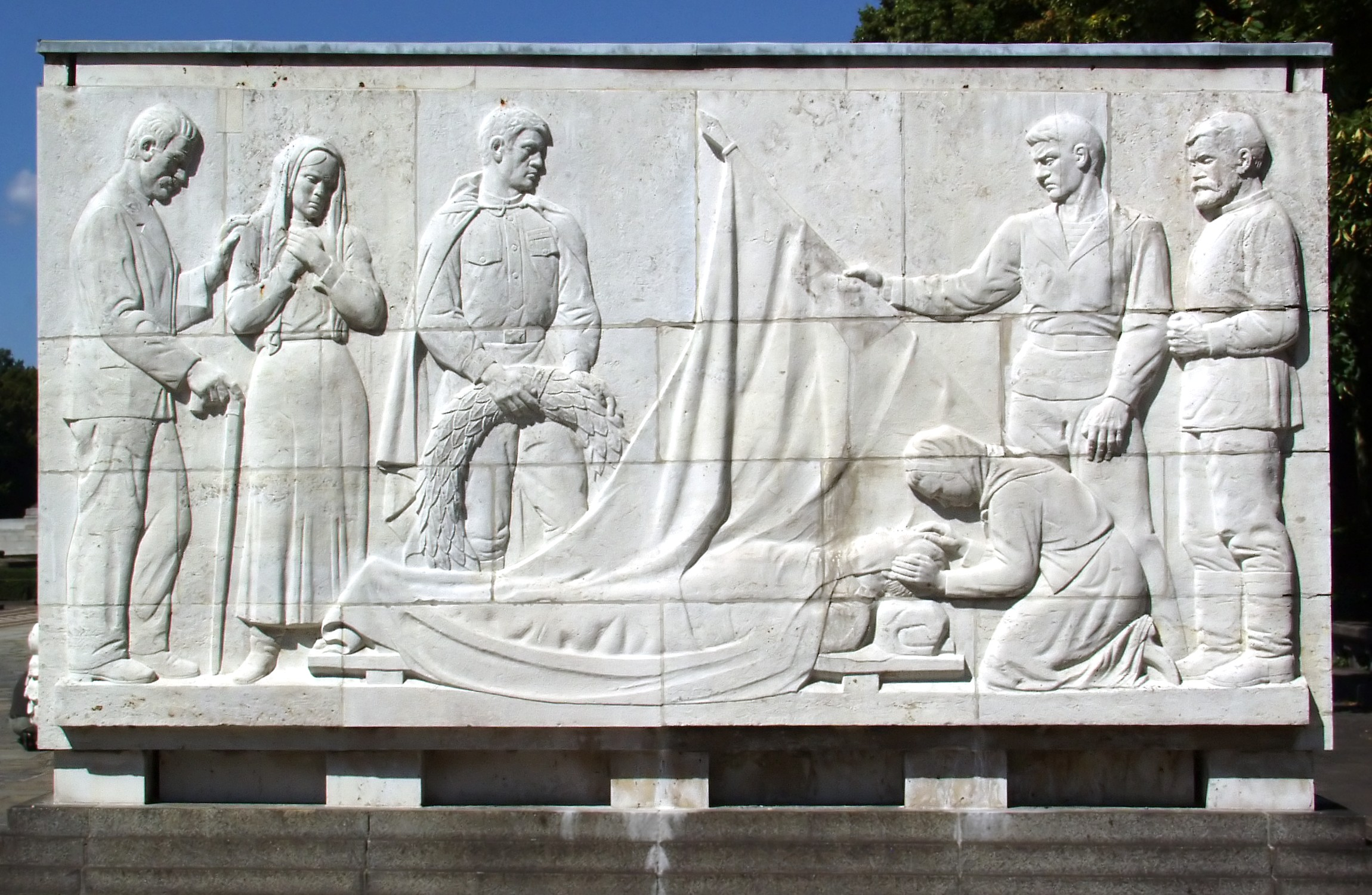
Sarcofago "Heldentod"